# Błenna (gromada)
Błenna – dawna gromada, czyli najmniejsza jednostka podziału terytorialnego Polskiej Rzeczypospolitej Ludowej w latach 1954–1972.
Gromady, z gromadzkimi radami narodowymi (GRN) jako organami władzy najniższego stopnia na wsi, funkcjonowały od reformy reorganizującej administrację wiejską przeprowadzonej jesienią 1954 do momentu ich zniesienia z dniem 1 stycznia 1973, tym samym wypierając organizację gminną w latach 1954–1972.
Gromadę Błenna z siedzibą GRN w Błennej utworzono – jako jedną z 8759 gromad na obszarze Polski – w powiecie kolskim w woj. poznańskim, na mocy uchwały nr 24/54 WRN w Poznaniu z dnia 5 października 1954. W skład jednostki weszły obszary dotychczasowych gromad Błenna cz. I i II, Błenna A, Błenna B-Towarzystwo, Gąsiorowo, Helenowo, Śmieły, Wiszczelice i Zdzisławin oraz miejscowość Ciepliny Budy (wieś) z dotychczasowej gromady Ciepliny ze zniesionej gminy Izbica Kujawska w tymże powiecie. Dla gromady ustalono 18 członków gromadzkiej rady narodowej.
1 stycznia 1962 do gromady Błenna włączono miejscowości Ciepliny (wieś i kolonia), Cieplinki i Rutki ze znoszonej gromady Mieczysławowo w tymże powiecie.
31 grudnia 1971 gromadę zniesiono, a jej obszar włączono do gromady Izbica Kujawska w tymże powiecie.